# مناقشه گازی روسیه و اتحادیه اروپا

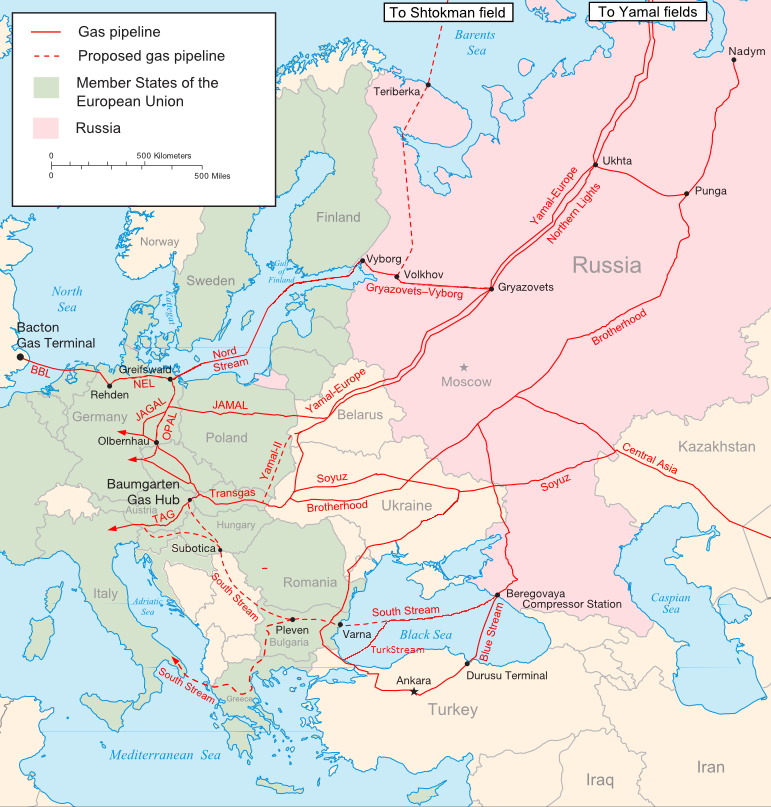
نقشه‌ای از خطوط گازی روسیه در اروپا

مناقشه گازی روسیه و اتحادیه اروپا (انگلیسی: 2022–2023 Russia–European Union gas dispute) در مارس ۲۰۲۲ پس از حمله روسیه به اوکراین در ۲۴ فوریه ۲۰۲۲ بالا گرفت. روسیه و کشورهای بزرگ اتحادیه اروپا در بحبوحه تحریم های روسیه که در واکنش به حمله سال ۲۰۲۲ روسیه به اوکراین گسترش یافت، بر سر مساله پرداخت گاز طبیعی خط لوله شده به اروپا توسط گازپروم روسیه با یکدیگر درگیر شدند. در ماه ژوئن، روسیه جریان گاز به آلمان را به بیش از نصف کاهش داد و در سپتامبر همان سال آن را به طور کلی متوقف کرد. در ۲۶ سپتامبر ۲۰۲۲، سه لوله از چهار لوله خط لوله گاز نورد استریم ۱ و ۲ با شواهدی از خرابکاری پاره شدند.

تا اوت ۲۰۲۳، قیمت گاز به کسری از قیمت اوج سال ۲۰۲۲ کاهش یافته بود و در حالی که صادرات گاز خط لوله روسیه به مقدار کم از طریق اوکراین و از طریق خط لوله ترک‌استریم ادامه داشت، به شرطی که گیرنده مایل به پرداخت روبل بود، اتحادیه اروپا منابع جایگزین گاز برای نیازهای خود پیدا کرده بود و دیگر به روسیه به عنوان یک منبع انرژی متکی نبود. پرونده های داوری در جریان است و ادعاهای زیادی علیه گازپروم مطرح شده است.

## زمینه
اروپا در سال ۲۰۲۰ میلادی ۵۱۲ میلیارد متر مکعب (۱۸.۱ تریلیون فوت مکعب)گاز طبیعی مصرف کرده که ۳۶ درصد آن (یعنی ۱۸۵ میلیارد متر مکعب یا ۶.۵ تریلیون فوت مکعب)از روسیه تامین شده است. در اوایل سال ۲۰۲۲، روسیه با ۲۳ خط لوله بین اروپا و روسیه در سال ۲۰۲۱، ۴۵ درصد از واردات گاز طبیعی اتحادیه اروپا را تامین کرد و روزانه ۹۰۰ میلیون دلار درآمد داشت.

پس از حمله روسیه به اوکراین در فوریه ۲۰۲۲، ایالات متحده، اتحادیه اروپا و دیگر کشورها، تحریم هایی را برای قطع "بانک های منتخب روسیه" از سویفت، از جمله بانک گازپروم، معرفی یا به طور قابل توجهی گسترش دادند.